# Erzbistum Mérida
Das Erzbistum Mérida (lateinisch Archidioecesis Emeritensis in Venetiola, spanisch Archidiócesis de Mérida) ist eine in Venezuela gelegene römisch-katholische Diözese mit Sitz in Mérida. Es umfasst 17 Gemeinden des venezolanischen Bundesstaates Mérida.

## Geschichte
Papst Pius VI. gründete das Bistum Mérida am 16. Februar 1778 mit der Apostolischen Konstitution Magnitudo Divinae Bonitatis als Bistum Emeritensis in Indiis aus Gebietsabtretungen des Erzbistums Santafé en Nueva Granada, dem es auch als Suffraganbistum unterstellt wurde. Am 29. März 1785 gründete der erste Bischof der Diözese, Juan Ramos de Lora, das diözesane Priesterseminar, das am 1. November 1790 eingeweiht wurde.
Am 24. November 1803 wurde es gemäß der Bulle In universalis Ecclesiae regimine Teil der Kirchenprovinz des Erzbistums Caracas, Santiago de Venezuela. Mit der Bulle Inter praecipuas wurde es am 11. Juni 1923 in den Rang eines Metropolitanerzbistums erhoben.
Teile seines Territoriums verlor es zugunsten der Errichtung folgender Bistümer:
- 7. März 1863 an das Bistum Barquisimeto;
- 7. März 1863 an das Bistum Calabozo;
- 28. Juli 1897 an das Bistum Zulia;
- 12. Oktober 1922 an das Bistum San Cristóbal de Venezuela;
- 4. Juni 1957 an das Bistum Trujillo;
- 23. Juli 1965 an das Bistum Barinas;
- 7. Juli 1994 an das Bistum El Vigía-San Carlos del Zulia.

## Ordinarien

### Bischöfe von Mérida
- Juan Manuel Antonio Ramos Lora OFM (23. September 1782 bis 9. November 1790)
- Cándido Manuel de Torrijos Riguerra OP (19. Dezember 1791 bis 20. November 1794)
- Antonio Ramón de Espinosa y Lorenzo OP (18. Dezember 1795 bis 23. September 1800)
- Santiago Hernández Milanés (20. Juli 1801 bis 26. März 1812)
- Rafael Lasso de la Vega (8. März 1816 bis 15. Dezember 1828, dann Bischof von Quito)
- José Arias Buenaventura Bergara (22. Dezember 1828 bis 21. November 1831)
- José Vicente de Unda (11. Juli 1836 bis 19. Juli 1840)
- Juan Hilario Bosset (27. Januar 1842–1873)
- Román Lovera (20. August 1880–1892)
- Antonio Ramón Silva (21. Mai 1894 bis 11. Juni 1923)

### Erzbischöfe von Mérida
- Antonio Ramón Silva (11. Juni 1923 bis 1. August 1927)
- Acacio Chacón Guerra (1. August 1927 bis 15. Dezember 1966)
- José Rafael Pulido Méndez (22. November 1966 bis 30. August 1972)
- Angel Pérez Cisneros (30. August 1972 bis 20. August 1979)
- Miguel Antonio Salas Salas CIM (20. August 1979 bis 30. Oktober 1991)
- Baltazar Kardinal Porras (30. Oktober 1991 bis 31. Januar 2023, dann Erzbischof von Caracas)
- Helizandro Terán Bermúdez OSA (seit 31. Januar 2023)

## Statistik

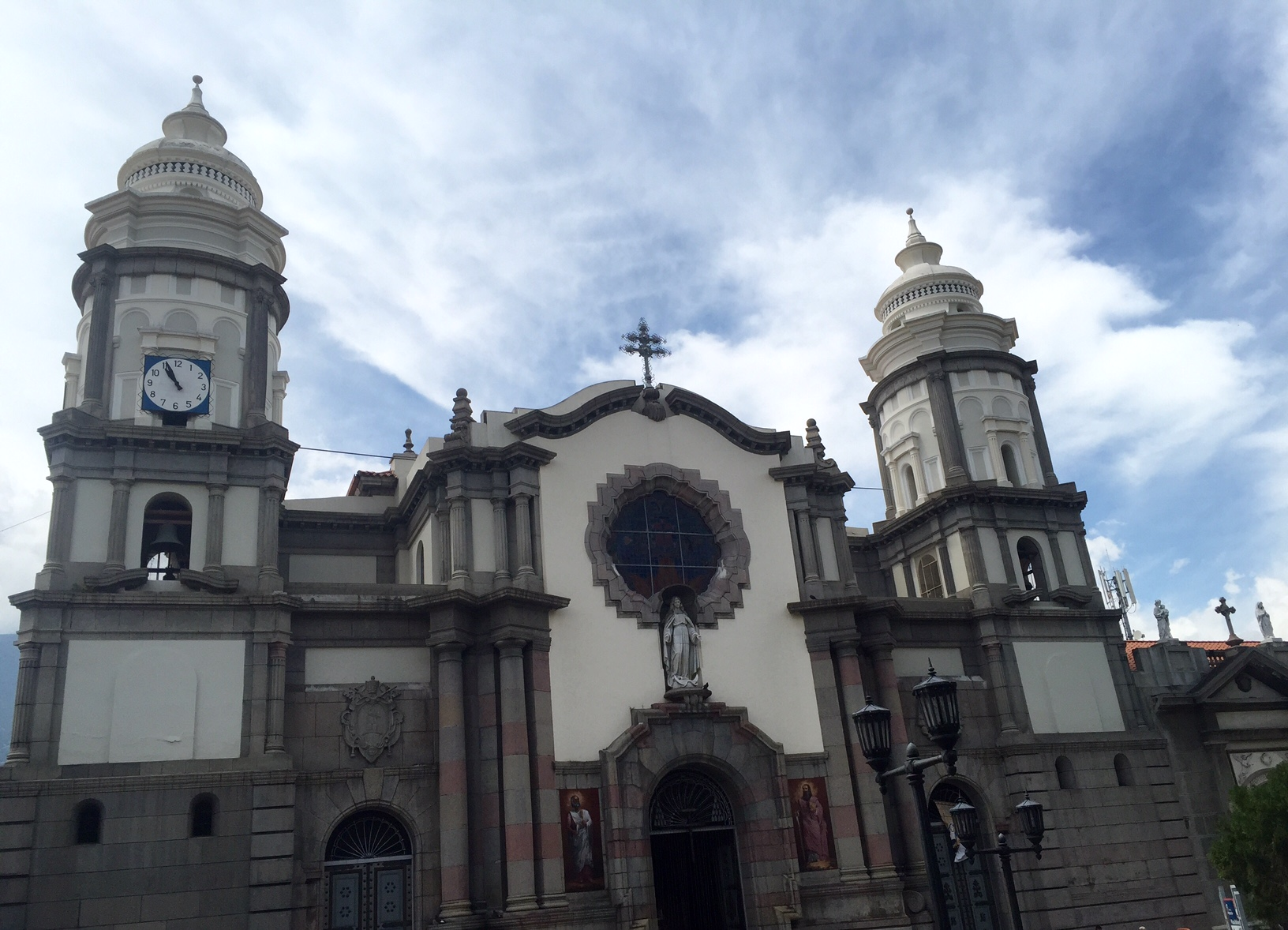
Kathedrale von Mérida

| Jahr | Bevölkerung | Bevölkerung | Bevölkerung | Priester   | Priester           | Priester         | Priester               | Ständige Diakone | Ordensleute | Ordensleute | Pfarreien |
| Jahr | Katholiken  | Einwohner   | %           | Gesamtzahl | Diözesan- priester | Ordens- priester | Katholiken je Priester | Ständige Diakone | männlich    | weiblich    | Pfarreien |
| ---- | ----------- | ----------- | ----------- | ---------- | ------------------ | ---------------- | ---------------------- | ---------------- | ----------- | ----------- | --------- |
| 1950 | 454.000     | 455.000     | 99,8        | 89         | 65                 | 24               | 5.101                  |                  | 48          | 132         | 77        |
| 1966 | 261.200     | 262.000     | 99,7        | 84         | 52                 | 32               | 3.109                  |                  | 28          | 139         | 38        |
| 1970 | 260.000     | 270.668     | 96,1        | 74         | 41                 | 33               | 3.513                  |                  | 38          | 204         | 41        |
| 1976 | 377.000     | 380.000     | 99,2        | 92         | 62                 | 30               | 4.097                  |                  | 44          | 206         | 54        |
| 1980 | 446.000     | 450.000     | 99,1        | 81         | 57                 | 24               | 5.506                  |                  | 31          | 190         | 47        |
| 1990 | 607.000     | 612.396     | 99,1        | 100        | 60                 | 40               | 6.070                  |                  | 56          | 245         | 65        |
| 2000 | 543.487     | 554.931     | 97,9        | 86         | 60                 | 26               | 6.319                  | 2                | 43          | 232         | 51        |
| 2004 | 543.118     | 603.464     | 90,0        | 128        | 84                 | 44               | 4.243                  | 3                | 67          | 269         | 62        |
| 2019 | 625.828     | 725.251     | 86,3        | 127        | 101                | 26               | 4.927                  | 22               | 47          | 157         | 64        |